# 汤姆·英格尔斯比
汤姆·英格尔斯比（英語：Tom Ingelsby，1951年2月12日—），美国NBA联盟前职业篮球运动员。他在1973年的NBA选秀中第2轮第27顺位被亚特兰大鹰选中。